# Dillo
A Dillo egy kicsi és nagyon gyors webböngésző, mely 1999 decemberében jelent meg először. A Dillo-t C-ben írták FLTK felhasználásával. Jelenleg[mikor?] nem támogatja a kereteket ("frame"), a Javascript-et és a Java-t sem. A program kiváltképpen alkalmas beágyazott rendszerek számára.
A Dillo elérhető a UNIX platformok számára, beleértve a Linuxot, a BSD és az Mac OS X-et is.
A programot GPL licenccel adják ki.